# Riserva speciale di Bezaha Mahafaly
La Riserva speciale di Bezaha Mahafaly o Beza Mahafaly è un'area naturale protetta ubicata nel Madagascar sud-occidentale, lungo la Route Nationale 10 che collega Toliara a Taolagnaro, nei pressi della città di Betioky (provincia di Toliara).

## Storia
A differenza della gran parte delle aree naturali protette in Madagascar che si sono sviluppate per iniziativa statale, la riserva di Beza Mahafaly è nata grazie all'interessamento di una istituzione di formazione malgascia (la ESSA-Eaux & Forêts) che nel 1978 ha messo sotto tutela l'area per farne oggetto di studio e di ricerca, in collaborazione con alcune università straniere. Solo nel 1986 l'area ha assunto lo status di Riserva Speciale tutelata dal governo passando sotto la gestione dell'ANGAP.

## Territorio
La riserva speciale, situata 35 km a nord-est di Betioky, è costituita da due distinte aree non contigue (a circa 8 km di distanza l'una dall'altra) per complessivi 580 ha.
La prima area, di circa 80 ha, è occupata da foresta a galleria ed è attraversata dal fiume Sakamena, affluente dell'Onilahy, che durante la stagione secca è quasi completamente secco mentre nella stagione delle piogge (fra gennaio e marzo) capita che straripi nelle aree circostanti.
La seconda area, situata a sud-ovest della prima, si estende per circa 500 ha ed è costituita da un territorio arido e sabbioso in cui è presente la flora xerofila caratteristica della foresta spinosa.
L'area ricade principalmente nel territorio dell'etnia Mahafaly, di cui Betioky è uno dei principali centri, e in misura minore, degli Antandroy e dei Tanala.

## Flora

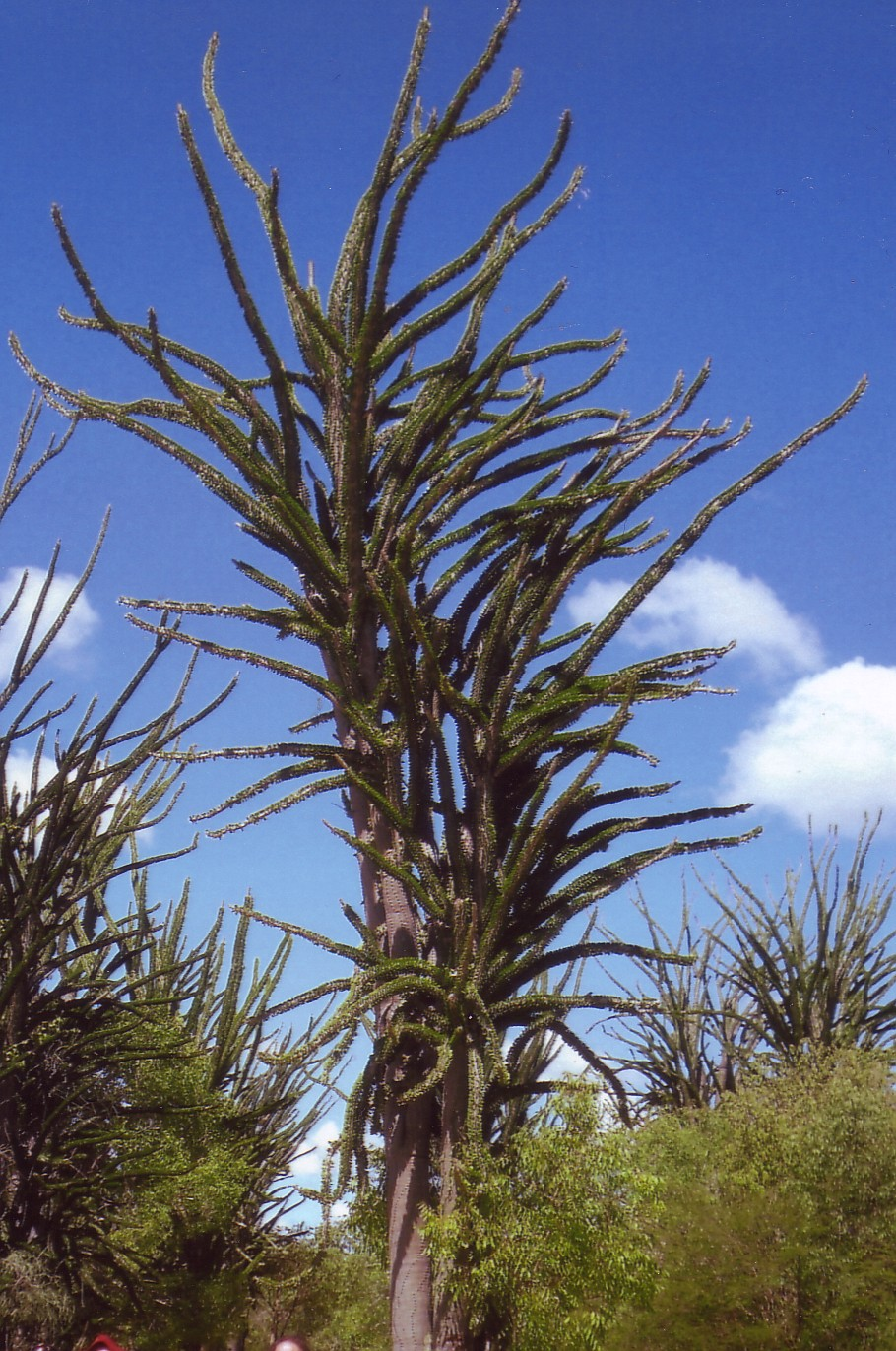
Alluaudia procera

Nella foresta a galleria dominano i tamarindi (Tamarindus indica) e le leguminose (Acacia rovumae e Albizzia polyphylla), cui fanno da contorno specie arbustifere e cespugliose dei generi Crateva, Azima, Antidesma ed Euphorbia

Nella foresta spinosa sono presenti diverse specie adattatesi al clima arido tra cui Alluaudia procera (Didiereaceae), Pachypodium geayi (Apocynaceae). Diradata, ma estremamente caratterizzante, la presenza dei grandi baobab (Bombacaceae). Altre specie presenti: Commiphora spp., Euphorbia spp. ed Aloe spp. .
In particolare l'Alluaudia procera appartiene ad una famiglia di piante che hanno sviluppato, meccanismi di adattamento simili alle Cactaceae del Nuovo Mondo, quali la presenza di foglie piccole e coriacee e la spinescenza. Si tratta di specie che può emergere dalla foresta in forma di albero superando anche i 10 m.

## Fauna

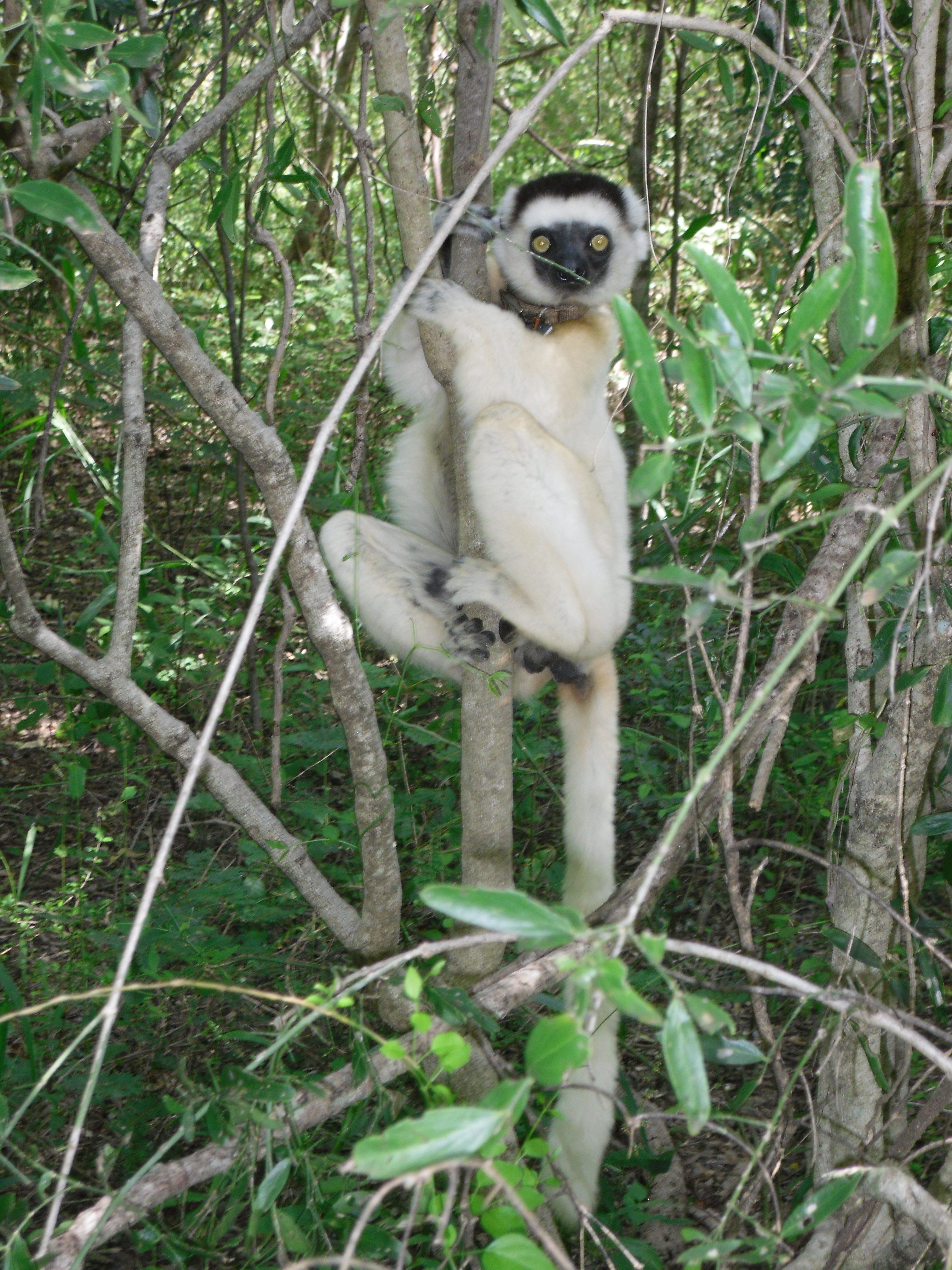
Propithecus verreauxi

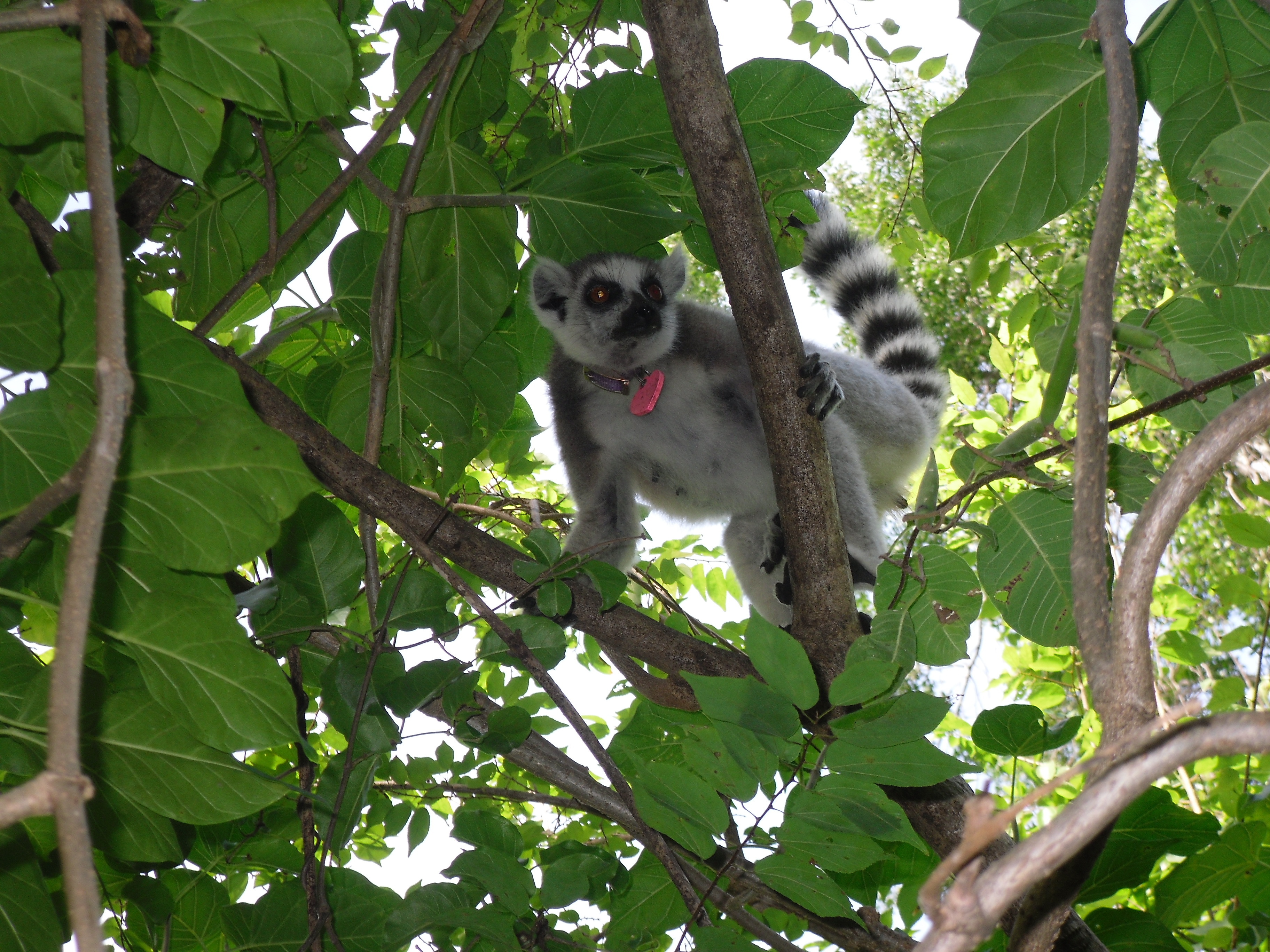
Lemur catta

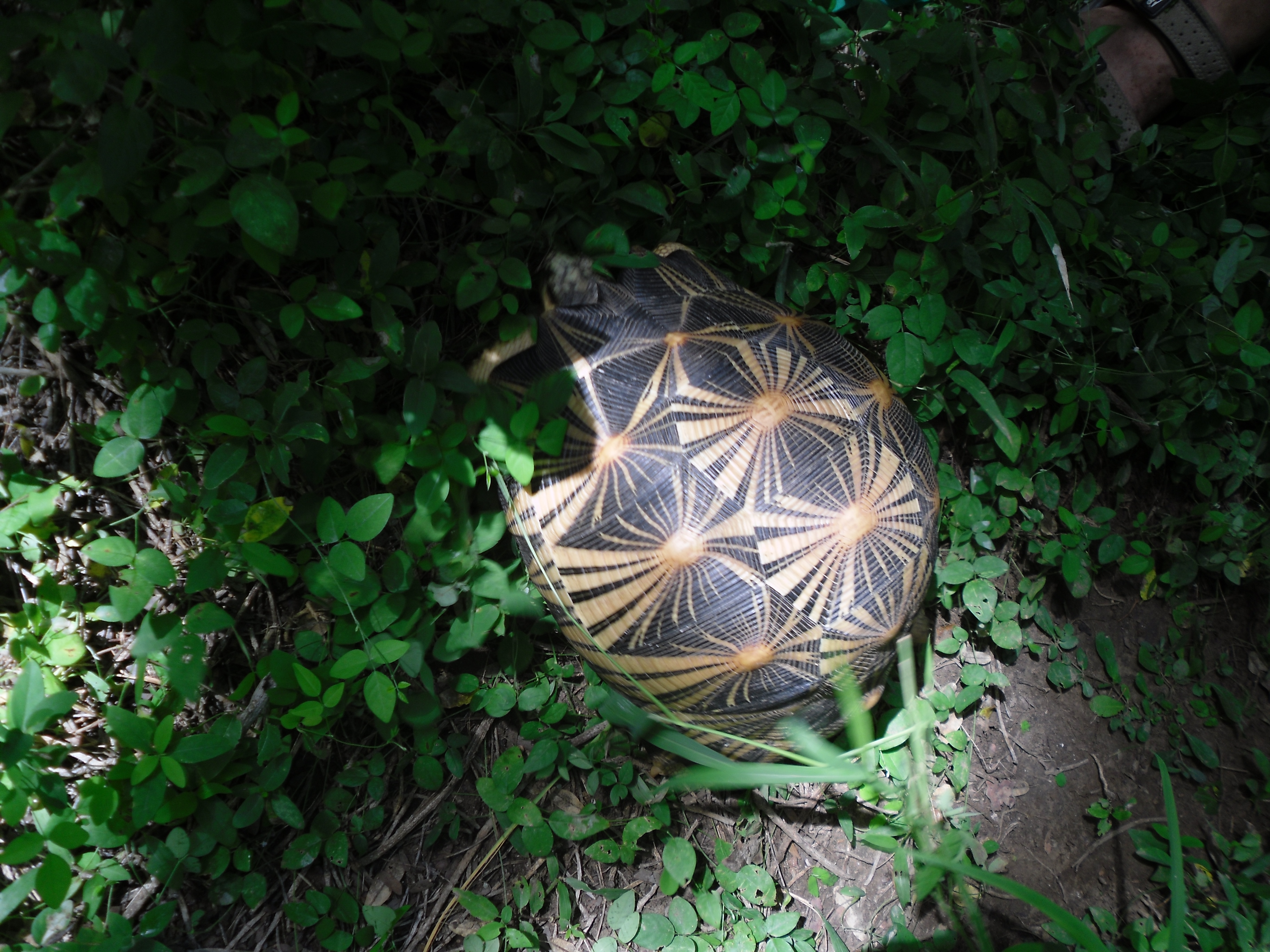
Geochelone radiata

Nella prima area della riserva, occupata da foresta a galleria, è ospitata la maggior parte della fauna. Sono presenti 5 differenti specie di lemuri: due con abitudini diurne (Propithecus verreauxi e Lemur catta), e tre notturni (Lepilemur leucopus, Microcebus murinus e Microcebus griseorufus). La più parte dei lemuri della riserva porta al collo dei collari elettronici che servono a monitorarne costantemente la posizione. Tra gli altri mammiferi presenti meritano una citazione il raro tenrec riccio minore (Echinops telfairi) e il pipistrello Mops midas.
Numerose le specie di rettili presenti tra cui 17 specie di sauri  (Gekkonidae spp., Opluridae spp., Chamaeleonidae spp.),  l'endemica testuggine raggiata (Geochelone radiata) e, stagionalmente, il coccodrillo del Nilo (Crocodylus niloticus).

Sono presenti inoltre oltre un centinaio di specie di uccelli, tra cui numerosi endemiti delle famiglie Vangidae (Xenopirostris xenopirostris, Falculea palliata, Newtonia archboldi) e Cuculidae (Coua gigas, Coua cursor, Coua ruficeps), nonché l'uccello tessitore di Sakalava (Ploceus sakalava).

## Strutture ricettive
Al Camp de Bezaha Mahafaly è presente una struttura di accoglienza che fornisce informazioni sui circuiti possibili, presso la quale è possibile concordare itinerari in compagnia di guide francofone e anglofone.
Alla riserva è annessa una piccola struttura museale presso la quale sono esposti oggetti artistici, sculture e utensili dell'etnia Mahafaly; all'esterno del museo è stata ricostruita una caratteristica tomba Mahafaly.
Il Camp Kily offre la possibilità di campeggiare all'ombra dei tamarindi. Alloggi molto spartani si possono trovare anche nel vicino paese di Betioky.